# 3446 Combes
3446 Combes este un asteroid din centura principală, descoperit pe 12 martie 1942 de Karl Reinmuth.